# Алзамайский район
Алзамайский район — район, существовавший в Иркутской области РСФСР. Образован указом Президиума Верховного Совета РСФСР 7 февраля 1945 года путём выделения из территории Нижнеудинского района.
К 1 января 1948 года район включал рабочий посёлок Алзамай и 8 сельсоветов: Алзамайский, Барвинковский, Катарминский, Колтошинский, Питаевский, Тарейский, Укмарский и Широковский. В 1955 году центр района, рабочий посёлок Алзамай, получил статус города.
17 апреля 1959 года Алзамайский район был упразднён, а его территория разделена между Нижнеудинским и Тайшетским районами.